# Colonia peruana en el Trapecio amazónico

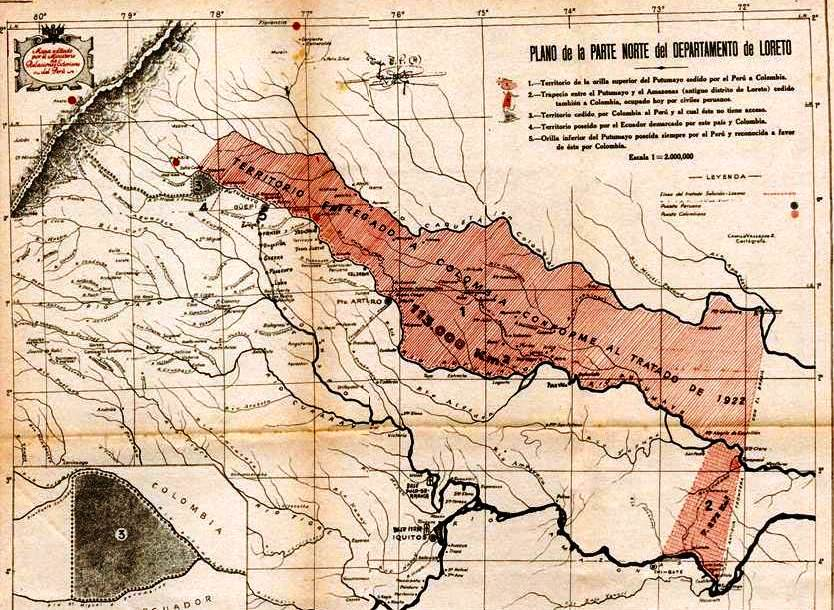
Mapa con la figura del territorio en disputa y que el Perú consideraba como suyo legítimamente.

Colonización peruana del Trapecio Amazónico, Colonia de Leticia, o Colonia de San Antonio, fue un proyecto regional desarrollado vestigialmente por autoridades peruanas en la segunda mitad del siglo XIX con la intención de poblar un punto de la margen austral del Trapecio amazónico, dentro del sector que reclamaba como propio —específicamente en la ribera norte del río Amazonas—, como modo de poblar y reforzar la fuerte presencia peruana en la zona, que abarcaba desde el río Caquetá hasta los ríos Putumayo y Amazonas.
Aunque la población se llevó a cabo por autoridades peruanas no estuvo autorizado por el gobierno central del Perú, más bien fue elaborado por las autoridades de la Prefectura de Loreto, motivo por lo que dicho acto no se tomó en cuenta al momento del trazado fronterizo entre Perú y Colombia, posteriormente este mismo motivo desencadenaría la Guerra colombo-peruana.